# Kollo
Kollo è un comune urbano del Niger, capoluogo del dipartimento omonimo nella regione di Tillabéri.